# 北海道四季劇場
北海道四季劇場（ほっかいどうしきげきじょう）は、札幌市中央区大通東1丁目にある、かつて劇団四季が運営していた劇場。
2020年（令和2年）4月に札幌市に譲渡され「東1丁目劇場施設」（ひがしいっちょうめげきじょうしせつ）となり、2025年（令和7年）3月末まで運用された。

## 歴史

### 北海道四季劇場時代
北海道における劇団四季の専用劇場は、1991年（平成3年）に誕生した「キャッツ・シアター」にまで遡る。北海道初の11ヶ月のロングランを記録したことをきっかけに、1993年（平成5年）、「JRシアター」が誕生。劇団四季の全国初の専用劇場として、その後全国各地に誕生する専用劇場の契機となる。しかし、1999年（平成11年）の札幌駅の再開発に伴い、計20作品の上演、123万人の動員をもって閉館となった。
それから11年後の2010年（平成22年）5月17日、劇団四季が「北海道四季劇場」を開設すると発表。2011年（平成23年）1月8日、劇団四季は再び北海道に専用劇場を復活させ、北海道初の常設劇場となる「北海道四季劇場」が誕生した。竣工時の席数は994席で劇団四季専用劇場で初めてワンフロア設計が採用された。こけら落し公演は、開場記念芸術祭『エビータ』だった。
建物は竹中工務店が施工し、敷地を所有している。竹中工務店との契約は当初、2016年（平成28年）までの5年間だったが期限を2度延長した。土地契約の終了により、2020年（令和2年）3月15日のリトル・マーメイド千秋楽をもって公演を終了することが決定した。ところが2月28日に新型コロナウイルスによる道の緊急事態宣言を受け、同日から千秋楽までの公演全てが中止になり、同26日の公演が「北海道四季劇場」の最後の公演となった。

### 札幌市営時代
閉鎖後は2020年（令和2年）8月の契約終了をもって原状復帰する予定としていたが、その後札幌コンサートホールKitara大規模改修中に代替施設として使用するために、北海道四季劇場として使用を終えた2020年（令和2年）4月1日に札幌市が劇団四季より無償譲渡を受け改修の上「新文化芸術施設」として、当該地における再開発事業開始までの概ね5年間を目途に活用することとなった。譲渡直後時点では2020年東京オリンピックのパブリックビューイング等に活用される計画があったが、1年延期のち実施されなかった。札幌市は2020年（令和2年）秋より舞台・音響・照明等の改修工事を行い、2021年（令和3年）6月までに劇場として再オープンし、市民の文化芸術活動や各種興行に利用する計画だった。しかし、運営事業者の応募はなかった。
2021年10月以降は施設改修に伴う公演会場不足を補完する市営の「東1丁目劇場施設」として運営され、ステージ用音響・照明設備は常設せず使用者が持ち込む形とし稽古場としての活用も行うとした。その後10月17日から11月21日開催の「JAPAN LIVE YELL project IN HOKKAIDO」にて劇団四季撤退以来初の公演として「特設ライブエールシアター」の会場名で10月17日に『北海道二期会プレミアムコンサート オペラ「道化師（パリアッチ）」(日本語上演)withオペラファクトリー北海道』が開催された。また舞台公演の他展示会場としても使用されている。
2024年（令和6年）1月30日、札幌市は東1丁目劇場施設を2025年（令和7年）3月末で閉館すると発表。2025年3月22日開催の「北海道歴史舞台 絆花 ～中山久蔵翁物語～」を最終公演とし、3月31日をもって閉館。市営時代は公演・稽古各17件の計34件に利用され、2025年11月より解体に着手、2026年10月の解体終了を予定し周辺の北海道電力・北海道中央バスとの再開発計画を検討するとしている。

#### 閉館後の劇団四季の動き
四季株式会社広報宣伝部は「北海道から劇団四季が撤退することはない」「劇場終了後の公演スタイルは未定だが、地元と相談しながら検討したい」としている。吉田智誉樹社長は劇場閉館直後の2020年3月に北海道新聞の取材に対し9年間での入場率が損益分岐点の80%を下回る79%であり、近年の福岡や京都の専用劇場における100%近い入場率と比べ低水準にとどまっている他、既に演目のレパートリーを費やしてしまっていた事もあり新劇場の建設を見送る判断を行ったと述べ、閉館後は2021年（令和3年）より2年に1度の頻度で北海道内で数カ月間程度のロングラン公演を行う計画を示唆していた。その後札幌市への移管後の本劇場にて2023年5月から11月に「リトル・マーメイド」の再演を行った。

## 施設
- 構造 - 地下1階地上2階建鉄骨造[16]
- 竣工日 - 2010年（平成22年）11月30日[16]
- 延床面積 - 3,011.93 ㎡[16]
- 敷地面積 - 3,711 ㎡[14]
- 客席 - 941席（2023年8月現在）[17]
- 楽屋設備（楽屋6室）[17]
- 練習設備（発声室1室、リハーサル室1室）[17]

## 上演作品
- 2011年
  - エビータ（開場記念芸術祭）（1月8日 - 1月16日）
  - 赤毛のアン（開場記念芸術祭）（1月21日 - 1月31日）
  - ライオンキング（3月27日 - 2012年9月8日）
- 2012年
  - マンマ・ミーア!（9月26日 - 2013年1月20日）
- 2013年
  - 美女と野獣（3月3日 - 11月10日）
  - オペラ座の怪人（12月23日 - 2014年11月24日）
- 2015年
  - キャッツ（1月18日 - 2016年3月21日）[新聞 5]
- 2016年
  - ウィキッド（5月3日 - 11月6日）
- 2017年
  - ライオンキング（3月5日 - 2018年5月27日）[18]
- 2018年
  - サウンド・オブ・ミュージック（7月7日 - 10月28日）
  - リトルマーメイド（12月22日 - 2020年2月26日）[19][20][21][22]
- 2023年
  - リトルマーメイド（5月28日 - 11月26日）[23][24]

## アクセス
鉄道
- 北海道旅客鉄道（JR北海道）
  - 函館本線札幌駅より徒歩15分

- 札幌市営地下鉄
  - 南北線・東豊線さっぽろ駅より徒歩13分
  - 東西線バスセンター前駅より徒歩2分
  - 南北線・東西線・東豊線大通駅より徒歩7分

バス
- 中央バス札幌ターミナルすぐ、また札幌駅北口からシャトルバス運行